# Stanisława Nowicka (1912–2018)
Stanisława Nowicka z domu Sandecka, również Stanislawa Nowicki lub Siasia (ur. 29 kwietnia 1912 w Pułtusku, zm. 18 lutego 2018 w Alexandria (Wirginia)) – polska architektka i rysowniczka, pracująca w Polsce przed II wojną światową, w ukryciu podczas okupacji i jawnie w powojennej Warszawie do 1946 (m.in. współplanując masterplan odbudowy Warszawy), a następnie jako profesor architektury i wzornictwa na uniwersytetach w Stanach Zjednoczonych: na North Carolina State University, University of Southern California i University of Pennsylvania, na tym ostatnim wykładając do emerytury. Była pierwszą kobietą, która w Stanach Zjednoczonych uzyskała tytuł profesorki architektury. Nagrodzona międzynarodowymi nagrodami i krajowymi w USA, w tym Złotym Medalem i nagrodą Grand Prix w Sztuce Graficznej na Międzynarodowej Wystawie „Sztuka i Technika” w Paryżu w 1937.

## Życiorys
W 1936 roku otrzymała dyplom Wydział Architektury Politechniki Warszawskiej. W latach 1937–1939 na stanowisku starszego asystenta w Katedrze Historii Nowożytnej Architektury i Sztuki tamże.
Wspólnie z mężem Maciejem Nowickim (ślub w 1938) wygrali kilka konkursów architektonicznych, odbyli staż u Le Corbusiera we Francji, gdzie Stanisława pracowała nad fotomontażem do jego Pawilonu Nowych Czasów (Temps Nouveaux) oraz nad modelem stadionu. Wraz z Władysławem Stokowskim zaprojektowali i wybudowali m.in. modernistyczny Dom Wycieczkowy w Augustowie (dzisiejszy Zajazd „Hetman”) w 1938.
W 1946 Maciej Nowicki został wysłany do Nowego Jorku jako przedstawiciel Polski w projektowaniu i budowie siedziby ONZ, co spowodowało ich wyjazd z kraju. Maciej Nowicki zginął w katastrofie lotniczej w Egipcie w 1950, wracając z Indii, gdzie projektował nowe miasto Czandigarh (projekt dokończył Le Corbusier).
W 1951 Nowicka otrzymała stanowisko asystentki na wydziale architektury School of Fine Arts ramach Uniwersytetu Pensylwanii, jako jedna z pierwszych dwóch kobiet zatrudnionych na stałe przez szkołę, gdzie prowadziła zajęcia dla pierwszego roku. W 1958 jako pierwsza kobieta w Stanach Zjednoczonych została awansowana na profesorkę architektury. Na Uniwersytecie Pensylwanii pracowała do emerytury w 1977 roku, z roczną przerwą podczas której uczyła na Uniwersytecie Południowej Kalifornii w Los Angeles.
W 1978 roku otrzymała medal American Institute of Architects.
W 2016 przyznano jej państwowe odznaczenie Rzeczypospolitej Polskiej, Medal Gloria Artis w dziedzinie sztuki wizualne/plastyczne; w jej imieniu medal odebrał jej syn Peter Nowicki, w listopadzie 2016, w ambasadzie RP w Waszyngtonie.

## Przedwojenny dorobek graficzny z Maciejem Nowickim
plakaty
Oboje zdobyli szerokie uznanie za rysunek podczas studiów na Wydziale Architektury Politechniki Warszawskiej w latach 1928–1936. Oboje byli uważani za czołowych rysowników przedwojennej Polski. W latach 1934–1939 należała do Koła Artystów Grafików Reklamowych.
- „Bal młodej architektury” (1934)
- „Denaturat – Czystość, oszczędność” (1934)
- „Polska Państwowa Loteria Klasowa (1934)
- „Trójkąt w kole wełna to gwarancja pełna” (1934)
- „Dziesięciolecie Polskiego Związku Przeciwgruźliczego 1924–1934” (z A. Bowbelskim) (1934)
- „Polski Związek przeciwgruźliczy chroni” (1935)
- „Wszyscy do walki z gruźlicą” (1938)
- „Zlot młodzieży polskiej z zagranicy” (1935)